# Kuki (Giappone)
Kuki (久喜市?, Kuki-shi) è una città giapponese della prefettura di Saitama.